# التاريخ الاجتماعي للدولة الصفوية

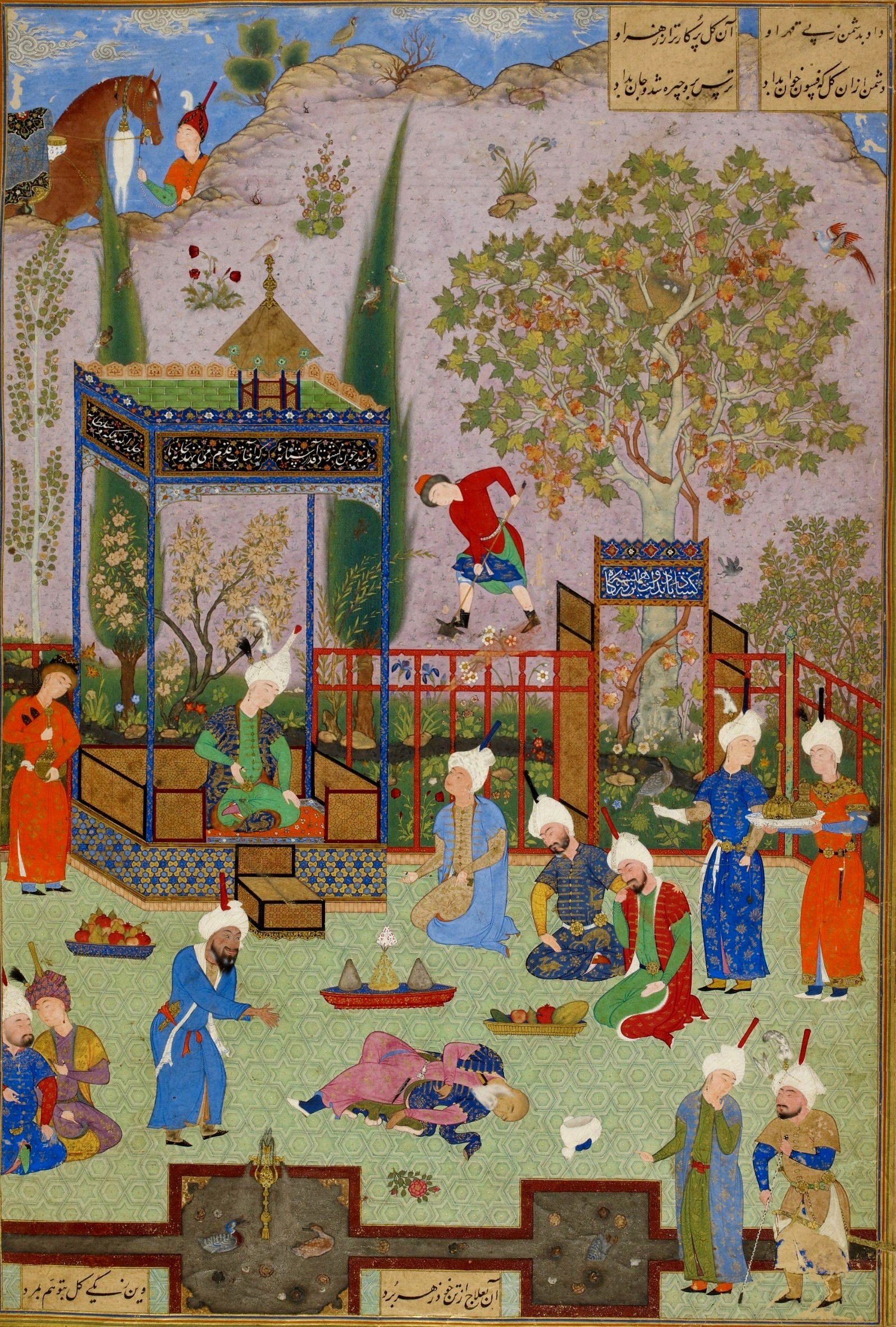
مُنمنمة فارسيَّة من العصر الصفوي

التاريخ الاجتماعي للدولة الصفويَّة يصف الأحوال والتغيُّرات الاجتماعيَّة التي شهدها العصر الصفوي. دام مُلك السُلالة الصفويَّة لِما يزيد على قرنين من الزمن وبِالتحديد من 22 ديسمبر 1501 حتى انهيارها في 8 مارس 1736 ابتدأ مُلكهم مع تتويج الشاه إسماعيل الأول ملكًا في تبريز واختُتمت دولتهم في عهد الشاه سُلطان حُسين إلَّا أن الشاه الأخير فعليًا هو الشاه عباس الثالث.
شهد العصر الصفوي تقدُمًا فريدًا في مجال الفقه والعُلُوم والفُنُون الشيعيَّة كَالعمارة والخط والرسم لتتبلور مدارس عدَّة أشهرُها مدرسة أصفهان. كما زُودت الجُيُوش الصفويَّة بأسلحة حديثة كَالبنادق والمدافع وظهر العديد من أُمراء الحرب الأكابر مثل قرچغاي خان واللهوردي خان وإمام قُلي خان وكان جميعُهُم من قادة الشاه عباس الأكبر.
ومن مشاهير الفُقهاء والفلاسفة والعُلماء في ذلكُمُ العصر هُم: آغا حُسين الخنساري والميرداماد والفيض الكاشاني والشيخ البهائي والمُلا صدرا والعلامة مُحمَّد باقر المجلسي. ومن أعلام الفنانين رضا عباسي وعليرضا عباسي وميرعماد الحسني وآقا ميراك. ومن أشهر الشُعراء وحشي البافقي وصائب التبريزي ومُحتشم الكاشاني ورضي الدين الأرتيماني.

## الحكومة الصفوية
تعد الحقبة الصفويَّة من أهم الحقب في تاريخ إيران؛ فَبعد تسعمائة عام من انهيار الإمبراطوريَّة الساسانيَّة تمكَّنت حُكُومة إيرانيَّة من إعادة توحيد الأراضي الإيرانيَّة وإحياء الحضارة الفارسيَّة مُجددًا. بعد الإسلام حكمت إيران العديد من الحُكُومات أهمُّها السُلالة الصفاريَّة والسامانيَّة والطاهريَّة والزياريَّة والبويهيَّة والسربداريَّة. إلَّا أن أي منها لم يتمكَّن من حُكم أراضي إيران جمعاء كما لم يتمكَّنوا من تحقيق الوحدة بين الشعوب الإيرانيَّة.
اتَّخذ الصفويون الإسلام الشيعي الاثنا عشري دينًا رسميًا للإمبراطوريَّة واختاروه ليكون عاملًا للتلاحُم الوطني بين الشُعُوب الإيرانيَّة. اتَّسم حُكم المُلُوك الصفويين بالمركزيَّة المُطلقة. بعد قيام الدولة الصفويَّة اكتسبت إيران أهميَّة أكبر وتمتَّعت بالاستقرار والوحدة وذاع صيتُها عالميًا. إبان تلكُمُ الفترة توسَّعت العلاقات بين إيران والدول الأوروپيَّة علاوةً على العلاقات التجاريَّة ولاسيما تجارة الحرير. خلال النصف الأوَّل من عُمر الدولة الصفويَّة خاضت غمار الحُرُوب مع الدولة العُثمانيَّة في الغرب ومع الأوزبك في الشرق وجاءت تلك الحُرُوب لِأسباب توسُعيَّة ودينيَّة.
رعى الحُكَّام الصفويون الثقافة والفُنُون والأدبيَّات والعمارة الفارسيَّة ونقل الشاه عباس الأكبر عاصمة الدولة الصفويَّة للمرة الأخيرة من قزوين إلى أصفهان.

## انظُر أيضًا
- الدولة الصفوية
- قائمة حكام الدولة الصفوية
- قائمة الوزراء العظام للدولة الصفوية